# Patriotisme constitutionnel

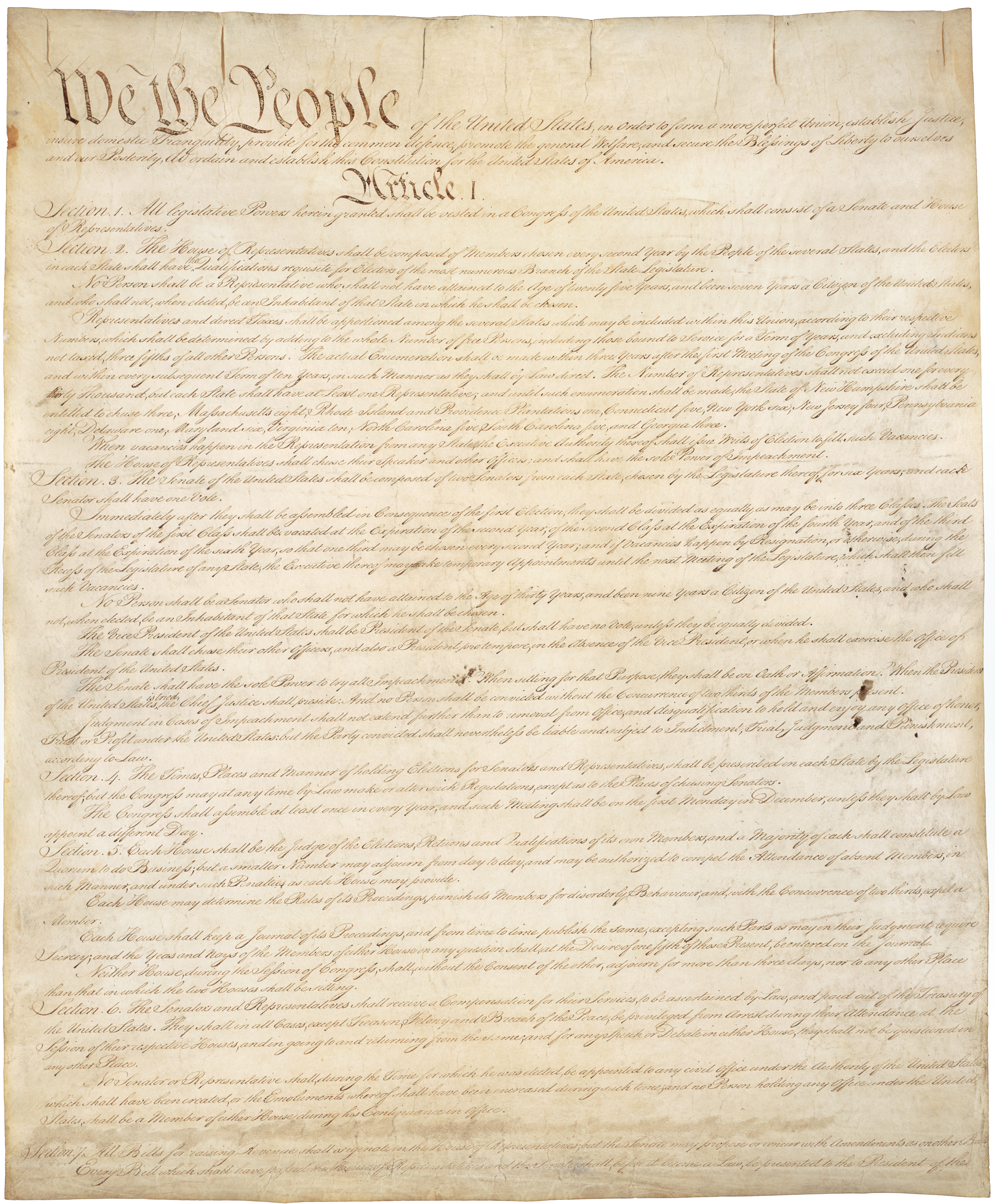
Manuscrit original de la Constitution américaine, page 1, « We the People ».

Le patriotisme constitutionnel (ou Verfassungspatriotismus) est un concept allemand de citoyenneté qui s'oppose à l'appartenance ethnique comme fondement d'une nation. Selon ce concept, la nationalité est basée sur des valeurs politiques communes telles que le pluralisme, la démocratie et la liberté d'expression plutôt que sur le sang ou la langue.

## Histoire du concept

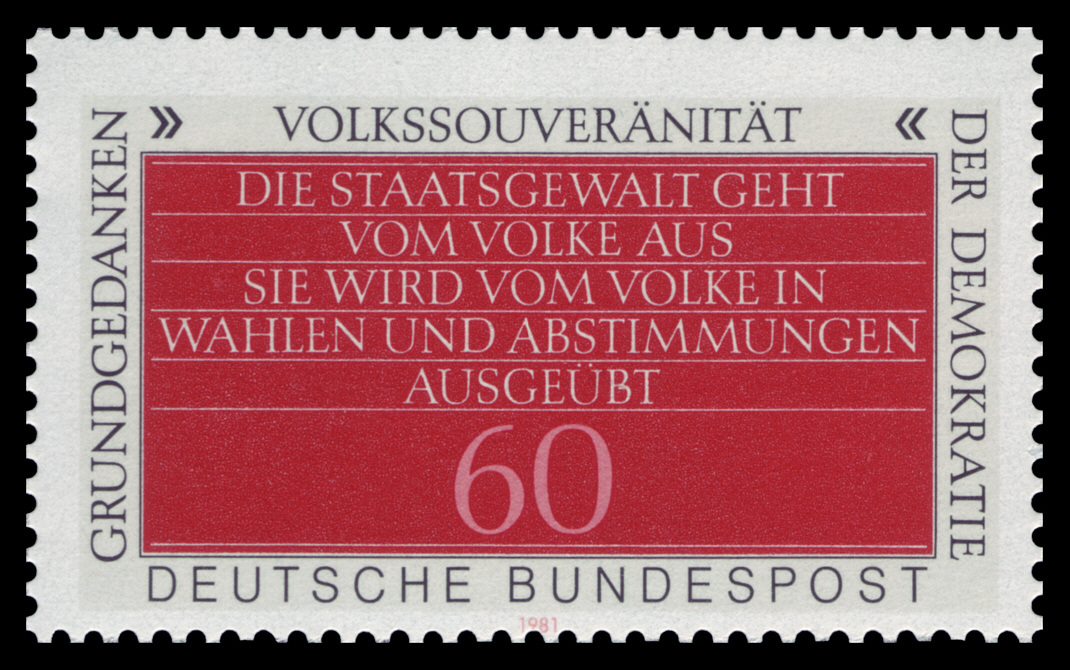
Timbre de 1981 « L'esprit de la démocratie : la souveraineté populaire ».

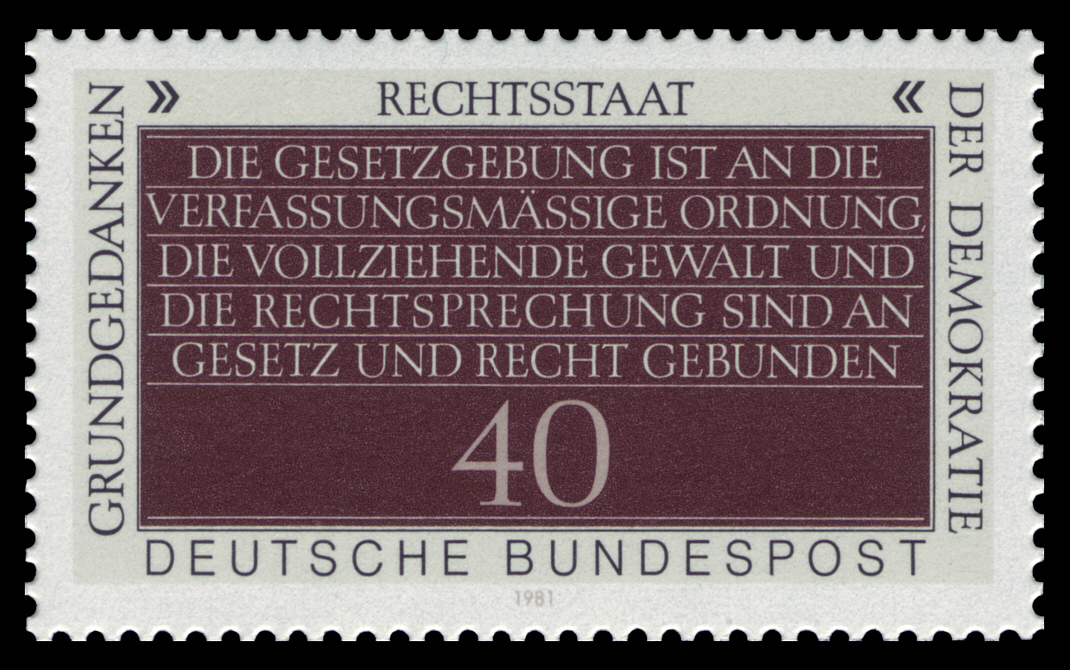
Timbre de 1981 « L'esprit de la démocratie : l'état de droit ».

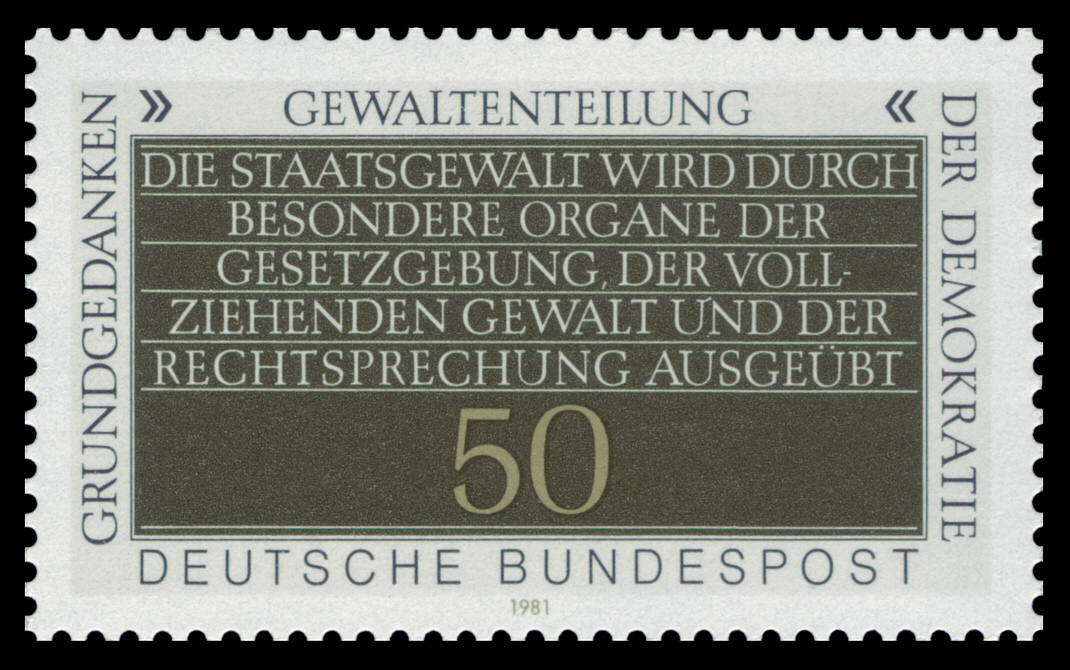
Timbre de 1981 « L'esprit de la démocratie : la séparation des pouvoirs ».

Le terme a été introduit en Allemagne en 1970 par Dolf Sternberger  et, après le discours de Sternberger au 25e anniversaire de l’Akademie für Politische Bildung (1982), il est entré dans le débat public, repris en particulier par Richard von Weizsäcker, Jürgen Habermas en 1986 et d'autres personnalités politiques et politologues. Au cours du débat de l'Historikerstreit, il a été une notion clé.  
Le contexte de la promotion du patriotisme constitutionnel est celui de la partition de l'Allemagne entre une RFA orientée vers l'ouest et une RDA socialiste, rendant impossible une identification à une Allemagne unitaire (Gesamtdeutschland) et remettant en question les bases d'une construction nationale et étatique. En droit, la Loi fondamentale de la République fédérale d'Allemagne (art.116) a par ailleurs continué de fournir une définition de la nationalité par le sang. Le ius-sanguinis a cependant été combiné en 1999 par la coalition rouge-vert au ius soli (droit du sol), signalant une nette avancée du patriotisme constitutionnel. 
Encore actif aujourd'hui dans le débat politique, comme en témoigne sa revitalisation dans le discours d'adieu du président allemand Joachim Gauck, le concept a également influencé le développement de l'Union européenne. Selon l'historien Georg Kreis, l'Union européenne, elle aussi, bien qu'elle « ne sera probablement jamais un État national », possède « l'essence d'une nation fondée sur la volonté ».

## Définition de la notion

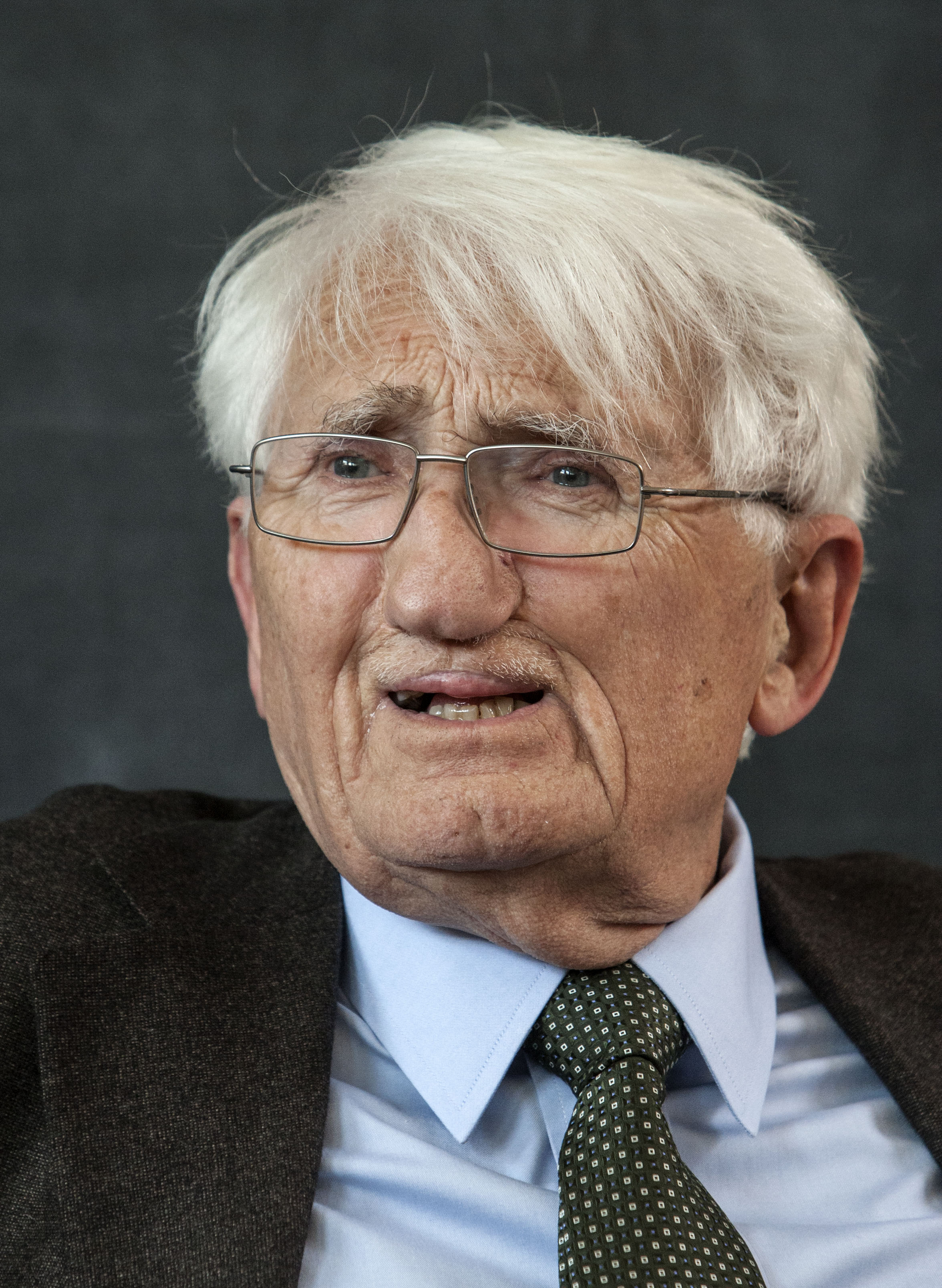
Jürgen Habermas.

Le patriotisme constitutionnel  est basé sur une compréhension républicaine de la nation. Cela suppose que la nation est une communauté de personnes, unies par une volonté et une histoire communes, qui se considèrent comme libres et égaux. Cette conception est héritée des Lumières, de la religion civile de Rousseau, et de l'élaboration plus tardive de l'appartenance nationale chez Ernest Renan. 
Le patriotisme constitutionnel produit donc une nation non héritée, mais une Willensnation (nation de projet). 
Jürgen Habermas défend un patriotisme constitutionnel  fondé sur l'adhésion aux principes universalistes sous-tendant l'État de droit par opposition au sentiment particulariste d'appartenance à la nation comme entité historique concrète. Pour lui, la souveraineté populaire se doit être le principal producteur de législation dans une démocratie ; ainsi c'est la « pratique des citoyens » et non par leurs similitudes ethnoculturelles qui est la base de la cohésion d'une nation. Dans une tradition républicaine basée sur Aristote, Habermas considère les citoyens comme faisant partie intégrante du corps politique, et non comme de simples usagers des services de l'État auquel ils seraient extérieurs. 
Dans une telle nation, les partisans du patriotisme constitutionnel sont tenus d'adopter une approche rationnelle des questions politiques dans le cadre d'un discours rationnel. Il se produit une adhésion rationnelle du citoyen à l'ordre constitutionnel, qui n'est pas incompatible par ailleurs à une adhésion  affective. Le patriotisme constitutionnel est avant tout un engagement envers les valeurs fondamentales universelles de la nation et seulement secondairement une identification avec l'État et la constitution, qui reflètent ces normes.  
Pour Dolf Sternberger, « l'essence et l'aspiration de l'État constitutionnel [...] est la sauvegarde des libertés ». Avec la convergence des droits civils et des droits de l'homme, le monopole de l'État sur la violence est relégitimé, car il garantit la protection des droits. 
Le patriotisme constitutionnel va de pair avec le droit de s'exiler et de renoncer à sa citoyenneté. De même, le concept offre aux immigrants la possibilité de s'identifier à la culture politique du pays.